# 阿兹哈卢丁·默罕梅德·伊斯迈尔
阿兹哈卢丁·默罕梅德·伊斯迈尔（1998年—）是一名印度男演员。較著名的是在2008年電影《貧民百萬富翁》中飾演年幼時期的薩林·馬利而贏得美國演員工會獎最佳整體演出。之後，他也在寶萊塢電影《預見未來的人》中演出。

## 獎項和提名
- 2008年：黑膠捲獎最佳群戲（英语：Black Reel Awards of 2008）-《貧民百萬富翁》[1]
- 2009年：美國演員工會獎最佳整體演出（英语：Screen Actors Guild Award for Outstanding Performance by a Cast in a Motion Picture）-《貧民百萬富翁》

## 外部連結
- 阿兹哈卢丁·默罕梅德·伊斯迈尔在互联网电影资料库（IMDb）上的資料（英文）